# Birol Denizeri
Birol Denizeri (* 1964 in Edirne, Türkei) ist Autor eines exemplarischen Textes früher Literatur der zweiten Generation der türkischen Minderheit in Deutschland.

## Leben
1977 zieht der im türkischen Edirne Geborene zu seinen Eltern nach Fürth.

## Das verlorene Gesicht
Sein Text Das verlorene Gesicht behandelt am Beispiel des 15-jährigen Mädchens Saniye/Sanje die schwierige Identitätssuche türkischstämmiger Migrantenkinder in Deutschland der ersten und zweiten Generation zwischen deutscher und türkischer Kultur und wurde zeitweise nicht nur in Deutschland, sondern auch in weiteren Ländern wie der Schweiz häufig im Schulunterricht verwendet. 2003 waren unter den fünf vom Kultusministeriums des Landes Sachsen-Anhalt gestellten Themen der Abschlussprüfung des A-Kurses Deutsch in Sachsen-Anhalt neben Aufgaben zu Goethe und Fontane sogar zwei zu Denizeris Das verlorene Gesicht.
Christiane Schott machte Denizeris Text als exemplarisches Werk bereits 1993 zum Ausgangspunkt ihrer frühen Abhandlung über deutsch-türkische Literatur Brückenbauer zwischen Orient und Okzident.

## Sekundärliteratur
- Christiane Schott: Brückenbauer zwischen Orient und Okzident. DS (05-03-1993) S. 24 1993
- Becker, Berndt, Bunk, Glouftsi und Kempgens: Arbeitsmaterialien zur Qualitätsentwicklung II. Gagway e.V. – Sozialarbeit in Berlin 1998